# Sreerama Chandra Mynampati
Mynampati Sreerama Chandra (en télugu: శ్రీరామచంద్ర మైనంపాటి; n. 19 de enero de 1986 en Addanki, Andhra Pradesh), es un actor y cantante indio, fue ganador del evento musical "Indian Idol", que fue organizado en el estado de Hyderabad. Durante su carrera musical, debutó como cantante en la industria del cine telugu. Sreeram ganó la quinta temporada musical, en un reality show de Indian Idol 5, en la que fue galardonado como una de las figuras más importantes de la historia del cine indio, a la par de Amitabh Bachchan.  En el 2013, también debutó como actor para cine telugu, participó en la película "Sri Jagadguru Aadi Sankara". Interpretando a un héroe llamado "Prema Geema Jantha Nai". En esta película protagonizó a lado de Salman Khan, bajo auspicio de la marca de automóviles Suzuki.
Tras ganar el título en  Indian Idol, su victoria le permitió ganar con una cuenta en efectivo de Rs.5 millones de dinero, además de un contrato por un año con Sony Music Entertainment, un coche de marca Tata Winger y por primera vez, la oportunidad para cantar una canción, para un proyecto de la productora cinematográfica "Yash Raj Films". El gobierno del Estado de Andhra Pradesh, lo honró con el Premio, Lata Mangeshkar, con una cuenta en efectivo de Rs. 1 lakh.

## Discografía
| Canción                                                  | Película                                 | Idioma  | Director musical                  | Letra                      | Año  |
| -------------------------------------------------------- | ---------------------------------------- | ------- | --------------------------------- | -------------------------- | ---- |
| " Sravani for king Fisher back stage "                   |                                          | Telugu  |                                   |                            | 2014 |
| " kanupapalo "                                           | I am in love                             | Telugu  |                                   |                            | 2014 |
| "ee pichhey premani"                                     | nee jathaga nenundali                    | Telugu  | Mithoon,Jeet Ganguly,Ankit Tiwari |                            | 2014 |
| "kshaminchave cheli"                                     | nee jathaga nenundali                    | Telugu  | Mithoon,Jeet Ganguly,Ankit Tiwari |                            | 2014 |
| " Sirf Yaari Hai,Ya Ishqdaari Hai "                      | Izhaar Maine Kiya Nahi                   | Hindi   | Neeraj Shrivastava                | Samsher Singh "Beniyaaz"   | 2014 |
| " Moda Thumbiruvaaga "                                   | Rangan Style                             | Kannada |                                   |                            | 2014 |
| "Tappucheddam"                                           | Preminchali                              | Telugu  |                                   |                            | 2013 |
| "Ye Huduga"                                              | Rose                                     | Kannada | Anoop Seelin                      |                            | 2014 |
| "Sorry ri sorry"                                         | Rose                                     | Kannada |                                   | Dr. V. Nagendraprasad      | 2014 |
| "Prema Geema","Papala Aaduko"                            | Prema geema jantha nahi                  | Telugu  |                                   |                            | 2013 |
| "Premincha"                                              | Toofan (Telugu version)                  | Telugu  |                                   |                            | 2013 |
| "Subhaanallah"                                           | Yeh Jawani Hai Deewani                   | Hindi   | Pritam                            | Amitabh Bhattachaarya      | 2013 |
| "Yem cheddam", "Meghallo","Mari antaga","Musire Mabbula" | Seethamma Vakitlo sirimalle chettu       | Telugu  |                                   |                            | 2012 |
| "Naa Manasupai"                                          | Routine love story                       | Telugu  |                                   |                            | 2012 |
| "Balma Balma"(Remix)                                     | Khiladi 786                              | Hindi   | Himesh Reshamiya                  | Sameer (lyricist)          | 2012 |
| "Atu Itu", "Life is beautiful" (Pop-Rock Version)        | Life is beautiful                        | Telugu  |                                   |                            | 2012 |
| "Vasanthame"                                             | Maa Voori Maharshi                       | Telugu  |                                   |                            | 2012 |
| "Ammammammo Ammo"                                        | Solo                                     | Telugu  |                                   |                            | 2011 |
| "Ishq Risk" (Remix), "madhubala"                         | Mere Brother ki Dulhan                   | Hindi   | Sohail Sen                        | Irshad Kamil               | 2011 |
| "Nachchavura"                                            | Badrinath (film) Badrinath               | Telugu  |                                   |                            | 2011 |
| "Gelupu Talupulu"                                        | Theenmaar                                | Telugu  |                                   |                            | 2011 |
| "Prema Desam"                                            | Shakti                                   | Telugu  |                                   |                            | 2011 |
| "Kondallo Koyilamma"                                     | Nuvvekkadunte Nenakkadunta               | Telugu  |                                   |                            | 2010 |
| "Unbelievable"                                           | Katha Screenplay DArshakatvam Appalaraju | Telugu  |                                   |                            | 2010 |
| "Sarejaha Acha"                                          | Broker                                   | Telugu  |                                   |                            | 2010 |
| "Yemavutundhi Gundelo"                                   | Kalyanram Kathi                          | Telugu  |                                   |                            | 2010 |
| "Nuvvoka Puvvula"                                        | Kothimuka                                | Telugu  | Manisharma                        | Ramajogayya Sastry         | 2010 |
| "Nandaamaya"                                             | Andari Banduvaya                         | Telugu  |                                   |                            | 2010 |
| "YYW","Nuvvu Entha"                                      | Prayanam (2009 film)                     | Telugu  |                                   |                            | 2009 |
| "Telisenade Talachenade Jargindi"                        | Neramu Siksha                            | Telugu  |                                   |                            | 2009 |
| "Ne Medha Naaku"                                         | Nachavu Alludu                           | Telugu  |                                   |                            | 2009 |
| "Drohama"                                                | Jallu                                    | Telugu  |                                   | Sirivennela Sitaramasastry | 2009 |
| "Arere Chejarinde", "Pragathi S Good Bye","Dds Solitude" | Boni                                     | Telugu  |                                   |                            | 2009 |
| "Eskora Kallumuntha", "Gunde Napindhi"                   | 18.20 love story (2009)                  | Telugu  |                                   |                            | 2009 |
| "Nammalo Ledo Tidathara Kodathara"                       | Astha Chamma                             | Telugu  |                                   |                            | 2008 |
|                                                          | Happy Journey                            | Telugu  |                                   |                            | 2008 |
| "Jilibili"                                               | Sunami7X                                 | Telugu  | Ilaya Raja                        | Veturi Sundararamamurthy   | 2008 |
| "Chirugaalulato"                                         | Notebook                                 | Telugu  |                                   |                            | 2007 |
| "Jimbo Jimbo"                                            | One                                      | Telugu  |                                   |                            | 2007 |
| Prema Khareedu                                           |                                          | Telugu  |                                   |                            | 2006 |
| Cheekatilo                                               |                                          | Telugu  | Ramesh Naidu                      | Aarudhra                   | 2006 |
| Mulla kireetam                                           |                                          | Telugu  |                                   |                            | 2005 |
| Apple                                                    |                                          | Telugu  |                                   |                            | 2005 |
| Murder (dubbed into Telugu)                              |                                          | Telugu  |                                   |                            |      |
| Okkatoudam                                               |                                          | Telugu  |                                   |                            | 2009 |
| Satya in love                                            |                                          | Telugu  |                                   |                            | 2008 |
| Life Style                                               |                                          | Telugu  |                                   |                            |      |
| Allam Velluli                                            |                                          | Telugu  | Snigdha                           |                            | 2009 |

## Filmografía
Como actor
- Sri Jagadguru Aadi Sankara - 2013
- Prema Geema Jaantha Nai - 2013